# Whale
Whale var en svensk rockgrupp som var aktiv mellan 1993 och 1999.

## Historik
Whale fick sitt genombrott 1993 med debutsingeln Hobo Humpin' Slobo Babe, vilken ledde till en del radiospelningar, visningar på MTV och viss medial uppmärksamhet. Gruppen, som vid den här tiden bestod av Henrik Schyffert, Cia Soro (då Berg) och Gordon Cyrus försökte till en början att hålla sina identiteter hemliga.
1995 kom debutalbumet We Care, producerat av Christian Falk och delvis inspelat i Spanien. Skivan bjöd på en för tiden ganska typisk blandning av triphop och partyrock. Tricky medverkade på några av låtarna. Strax därefter lämnade Cyrus bandet för att koncentrera sig på skivbolaget Breakin Bread.
1998 gavs albumet All Disco Dance Must End In Broken Bones (arbetsnamn No More Crazy Nights) ut, inspelat i London och Chicago, producerat av Brad Wood och Chris Potter. Skivan blandade åter röjig rock med triphop men den hade också en mer dansorienterad ljudbild, framför allt i låtarna där Dianne "Cream" Wiston från Addis Black Widow (under namnet Bus 75) gästade.
Whale har inte varit aktiva sedan 1999.

## Southern Whale Cult
I en bandpresentation på bandets webbplats i slutet av 1990-talet förklarades gruppen ha bildats som Southern Whale Cult 1987, och skulle under det namnet givit ut ett flertal album. Detta visade sig senare vara ett ironiskt skämt. De hade tagit biografin från bandet The Cult och bytt ut ordet "Death" till "Whale" i texten.

## Medlemmar
- Henrik Schyffert - gitarr
- Cia Berg - sång
- Jörgen Wall - trummor (1995 - )
- Jon Jefferson Klingberg - gitarr (1995 - )
- Heikki Kiviaho - bas (1995 - )

- Gordon Cyrus - bas (1993 - 1995)

## Diskografi

### Studioalbum
- 1995 - We Care - Listplaceringar:  12,  42

1. "Kickin'" – 3:47
2. "That's Where It's At" – 4:15
3. "Pay for Me" – 4:24
4. "Eurodog" – 3:36
5. "I'll Do Ya" – 8:26
6. "Electricity" – 4:13
7. "Hobo Humpin' Slobo Babe" – 3:59
8. "Tryzasnice" – 4:45
9. "Happy in You" – 4:58
10. "I Miss Me" – 4:11
11. "Young, Dumb N' Full of Cum" – 5:13
12. "I'm Cold" – 8:26
13. "Born to Raise Hell" – 1:15

- 1995 - Pay For Me (minialbum)

1. "Pay For Me"
2. "I Think No"
3. "Darling Nikki" (Prince-cover)
4. "Buzzbox Babe"
5. "Trying"

- 1998 - All Disco Dance Must End In Broken Bones - Listplaceringar:  13

1. "Crying at Airports – 5:22
2. "Deliver the Juice" – 5:11
3. "Roadkill" – 4:17
4. "Smoke" – 5:25
5. "Losing CTRL" – 4:12
6. "Four Big Speakers" – 3:52
7. "Go Where You're Feeling Free" – 5:09
8. "Into the Strobe" – 6:09
9. "Puma Gym" – 2:51
10. "No Better" – 4:19
11. "2 Cord Song" – 7:19

### Singlar
- 1993 – Hobo Humpin' Slobo Babe - Listplaceringar:  30,  46,  22,  17, ('95 nyutgåva) 15, (Modern Rock Tracks) 24
- 1995 – I'll Do Ya - Listplaceringar:  53
- 1995 – Pay For Me - Listplaceringar:  6
- 1998 – Four Big Speakers - Listplaceringar:  50,  69
- 1998 – Crying at Airports - Listplaceringar:  120